# Илин-Эбе (озеро, Сень-Кюёльский наслег)
Илин-Эбе — озеро на северо-востоке Якутии, в Среднеколымском улусе (Сень-Кюёльский наслег). Расположено в юго-восточной части Колымской низменности, в правобережье реки Алазея. По соседству находятся еще несколько крупных озёр: Арга-Эбе на северо-западе, Бысахым на востоке, Набырскай на юго-востоке. Со всеми этими озёрами Илин-Эбе связано протоками. 
Имеет округлую форму с крупным заливом на северо-востоке. Берега низкие, местами заболоченные. Ландшафт представляет собой типичную тундру, которая переходит в южную тундру с островками редколесной растительности. Острова отсутствуют. Через систему рек, проток и озёр имеет сток в Алазею. На северо-западном берегу — нежилое поселение Илин-Эбе. Ближайший населённый пункт — село Ойусардах, расположенное в 30 км к югу.
Площадь зеркала 49,9 км², площадь водосбора — 290 км². Длина озера 11,1 км, ширина в центральной части достигает 7 км. Высота над уровнем моря — 30 м.